# Tartalékvaluta

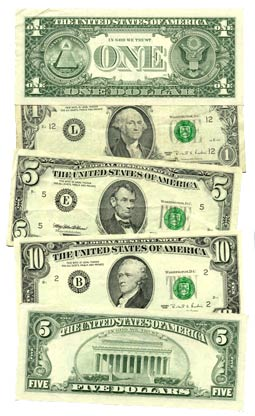
Az amerikai dollár a világ legelterjedtebb tartalékvalutája

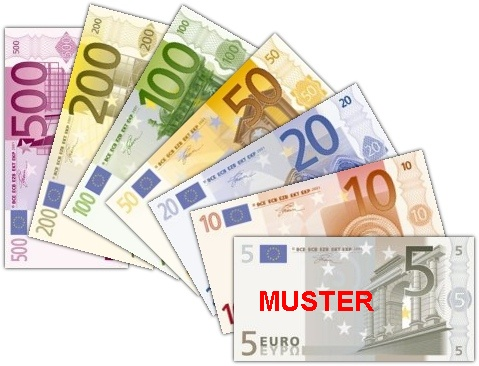
Az 1999. óta elszámolási pénzként, 2002. óta készpénzként létező euró

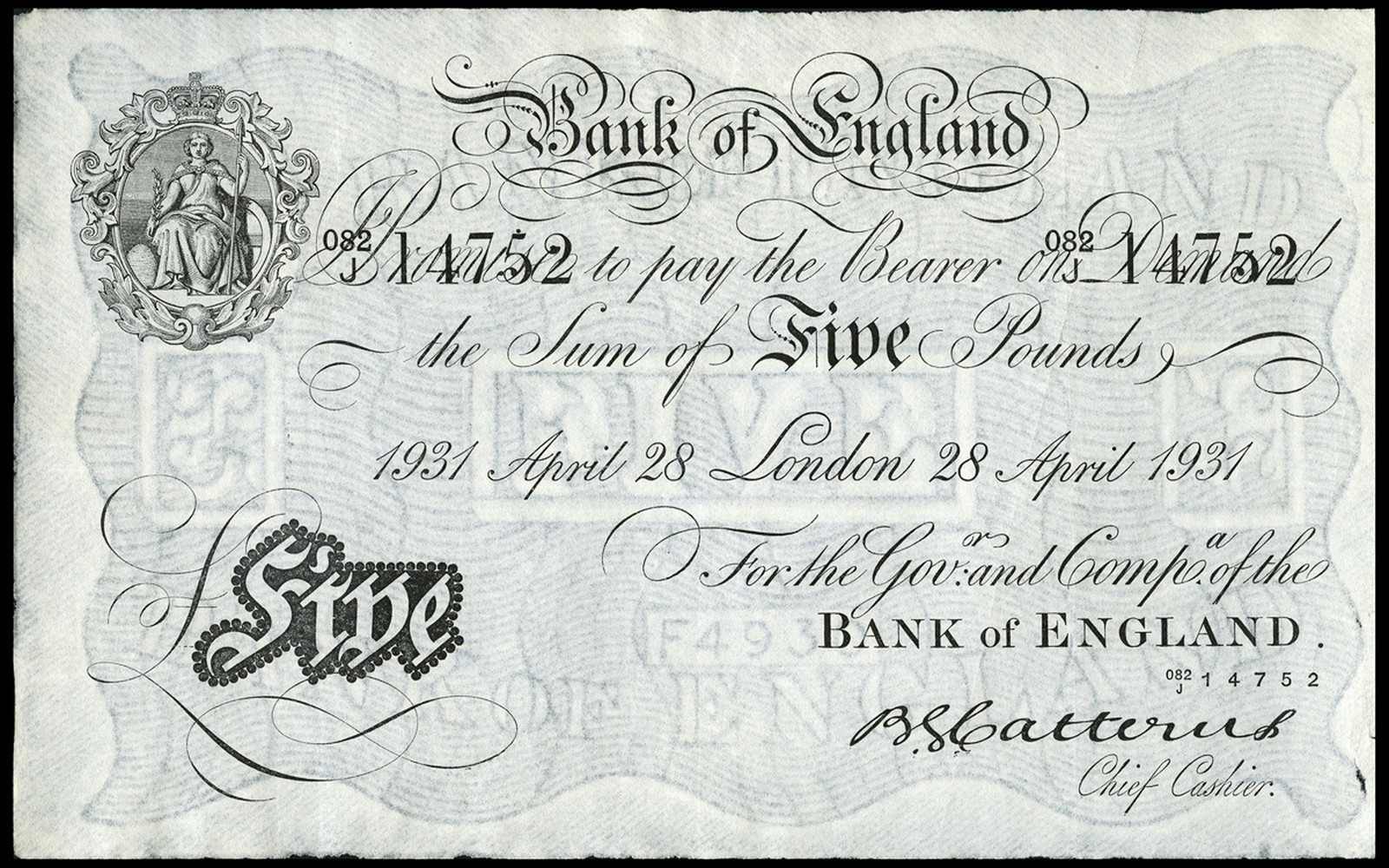
Az 1700-as évek elejétől egészen 1944-ig a "pénzek pénzének" nevezett font sterling számított a világ vezető tartalékvalutájának. A Bank of England 5 fontos bankjegye 1931-ből.

A tartalékvaluta olyan értékét stabilan megőrző pénznem, amelyben több kormány és nemzetközi szervezet devizatartalékait tartja. Az ilyen valuta egyben ellátja a fizetőeszköz szerepét olyan termékek esetén, mint például az olaj vagy az arany.
A tartalékvalutát kibocsátó ország olcsóbban vásárolhat termékeket, mert a többi országnak minden tranzakciónál az átváltás költségét is meg kell fizetnie (bár ez nem jelentős a termék árához képest). Emellett lehetővé teszi számára, hogy jobb kondíciókkal kérhessen kölcsön, hiszen az általa kiadott pénz egy saját gazdasági súlyánál jelentősebb piac számára biztosítja az alapot (ti. a nemzetközi kereskedelem ezen valutában/valutákban folyik).

## Tartalékvaluták története
Tartalékvaluták évezredek óta léteznek, lényegében mindig az a pénznem számított annak, amiben a nemzetközi pénzügyi tranzakciók zajlottak. Gazdaságtörténészek szerint 1700-tól 1900-ig a font sterling, a francia frank és a holland gulden párhuzamosan töltötték be ezt a funkciót, a font sterling egyértelmű dominanciájával. Nagyjából 1700-tól 1944-ig a vezető tartalékvalutának egyértelműen a brit font sterling, ahogy akkor nevezték, "a pénzek pénze" tekinthető, 1944-ben világviszonylatban még 55 %-os részesedéssel rendelkezett. Az amerikai dollár 1944 és az 1950-es évek eleje között váltotta fel a font sterlinget a világ domináns tartalékvalutájaként. Tény, hogy ezek a pénznemek nemesfém alapúak voltak. A 19. században egyre jelentősebb mértékben jelent meg az amerikai dollár, az orosz rubel és később a német márka. Bár a modern pénzügyi rendszer a 19. század második felében nagy lépésekkel fejlődött, a pénz értékét az aranystandardhoz kötötték egészen az első világháborúig. Az I. világháború idején a Bank of England felfüggesztette az aranystandard használatát, a Bank of England bankjegyei (£5, £10, £20, £50, £100, £200, £500, £1000) mellett megjelentek a Őfelsége Kincstára (H. M. Treasury) £1/2 és £1 államjegyei is. 
A második világháború után a világ legerősebb gazdasági hatalmai megállapodtak egy új nemzetközi pénzügyi rendszer alapjaiban, amit Bretton Woods-i rendszer néven ismerünk. Ebben a rendszerben a dollár központi szerepet kapott, mivel az Egyesült Államok vállalta, hogy az arany árához viszonyított fix összegért átváltja az érintett valutákat. Ennek következtében számos európai ország és Japán leértékelte saját pénznemét a dollárhoz képest, ezzel serkentve a hazai termékek exportját.

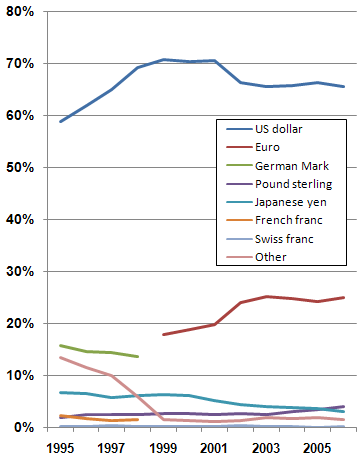
A globális valutatartalékok változása

Az 1960-as évek végén a dollár nyomás alá került más országokkal, mivel az amerikai gazdaság túlzott deficitet halmozott fel. Azonban pozícióját megtarthatta, mivel nem volt helyette más alternatíva.
Az 1990-es években az ázsiai pénzügyi válság hatásait a dollárban tartott valutatartalékok enyhítették elsősorban Kína számára. Az Egyesült Államok a kínai gazdaság legfőbb export célpontja, ám a kereskedelmi többlete révén hozzá befolyó dollármilliárdokat amerikai államkötvényekbe fektette. Így alakulhatott ki az a helyzet, hogy 2008-ra Amerika legnagyobb hitelezője Kína lett. A korábban is létező igény a tartalékvaluták diverzifikálására a nemzetközi pénzügyi válság hatására felerősödött.
2009. június 16-án a BRIC közgyűlésen az orosz fél felvettette a dollár státuszának felülvizsgálatát. Azonban mivel a végső nyilatkozatból ez kimaradt, ezért hatására mindössze a brazil real értékelődött le a dollárral szemben.
A Bank of China vezetője szerint a Triffin-dilemma továbbra is fennáll, azaz mialatt egy ország saját pénznemével látja el a világot, nem tudja biztosítani e pénznem stabil értékét (árfolyamát). Ezen oknál fogva javasolja egy SDR-nek nevezett nemzetközi felügyelet alatt álló független tartalékvaluta bevezetését, amely értékét számos ország pénzneméből és értékpapírokból összeállított kosár alapján határoznák meg.
2009. augusztus 23-án a Bank of England leköszönő elnöke, Mark Carney szerint a dollár tartalékvaluta szerepe egyre kevésbé fenntartható és új fizetőeszközöket vetett fel a dollár felváltására. Ezek egyike egy bitcoinhoz hasonló, központi bankok koalíciója által kibocsátott digitális valuta lenne.

## Jelentős tartalékvaluták
|                 | '95 | '96   | '97   | '98   | '99   | '00   | '01   | '02   | '03   | '04   | '05   | '06   | '07   | '08   | '09   | '10   | '11   | '12   | '13   |
| Amerikai dollár | 59,0% | 62,1% | 65,2% | 69,3% | 70,9% | 70,5% | 70,7% | 66,5% | 65,8% | 65,9% | 66,4% | 65,7% | 64,1% | 64,0% | 62,1% | 61,5% | 62,3% | 61,1% | 60,9% |
| Euró            | |       |       |       | 17,9% | 18,8% | 19,8% | 24,2% | 25,3% | 24,9% | 24,3% | 25,2% | 26,3% | 26,5% | 27,2% | 26,6% | 24,7% | 24,3% | 24,5% |
| Német márka     | 15,8% | 14,7% | 14,5% | 13,8% |       |       |       |       |       |       |       |       |       |       |       |       |       |       |       |
| Angol font      | 2,1% | 2,7%  | 2,6%  | 2,7%  | 2,9%  | 2,8%  | 2,7%  | 2,9%  | 2,6%  | 3,3%  | 3,6%  | 4,2%  | 4,7%  | 4,0%  | 4,3%  | 3,9%  | 3,8%  | 4,0%  | 4,0%  |
| Japán jen       | 6,8% | 6,7%  | 5,8%  | 6,2%  | 6,4%  | 6,3%  | 5,2%  | 4,5%  | 4,1%  | 3,9%  | 3,7%  | 3,2%  | 2,9%  | 3,3%  | 2,9%  | 3,8%  | 3,6%  | 4,1%  | 3,9%  |
| Kanadai dollár  | |       |       |       |       |       |       |       |       |       |       |       |       |       |       |       |       | 1,5%  | 1,8%  |
| Ausztrál dollár | |       |       |       |       |       |       |       |       |       |       |       |       |       |       |       |       | 1,5%  | 1,7%  |
| Francia frank   | 2,4% | 1,8%  | 1,4%  | 1,6%  |       |       |       |       |       |       |       |       |       |       |       |       |       |       |       |
| Svájci frank    | 0,3% | 0,2%  | 0,4%  | 0,3%  | 0,2%  | 0,3%  | 0,3%  | 0,4%  | 0,2%  | 0,2%  | 0,1%  | 0,2%  | 0,2%  | 0,1%  | 0,1%  | 0,1%  | 0,1%  | 0,3%  | 0,3%  |
| Egyéb           | 13,6% | 11,7% | 10,2% | 6,1%  | 1,6%  | 1,4%  | 1,2%  | 1,4%  | 1,9%  | 1,8%  | 1,9%  | 1,5%  | 1,8%  | 2,0%  | 3,1%  | 4,4%  | 5,4%  | 3,3%  | 3,0%  |
|                 | Sources: 1995-1999, 2006-2008 IMF: Currency Composition of Official Foreign Exchange ReservesPDF(80 KB) Források: 1999-2005, ECB: The Accumulation of Foreign ReservesPDF(816 KB),2006–2012 Currency Composition of Official Foreign Exchange Reserves (COFER)PDF |       |       |       |       |       |       |       |       |       |       |       |       |       |       |       |       |       |       |